# Nati nel 2002/Aprile
| Questa pagina contiene informazioni ricavate automaticamente dalle voci biografiche con l'ausilio del template Bio e di un bot. L'aggiornamento è periodico e automatico e ricostruisce completamente la pagina. Se manca una persona in questa lista, sei pregato di non aggiungerla, ma accertati piuttosto che la sua voce biografica contenga il template Bio e che i dati anagrafici siano correttamente compilati. Se il template Bio manca, inseriscilo tu stesso o, in alternativa, metti l'avviso {{tmp\|Bio}} che ne segnala la mancanza. Se i dati riportati sono sbagliati, correggi direttamente la voce biografica; le modifiche saranno visibili in questa lista entro pochi giorni. Per chiarimenti vedi il progetto biografie. La lista contiene solo le 237 persone che sono citate nell'enciclopedia e per le quali è stato implementato correttamente il template Bio. Pagina aggiornata al 18 ago 2025. |

- 1º aprile - Riccardo Ciervo, calciatore italiano
- 1º aprile - Jeong Sang-bin, calciatore sudcoreano
- 1º aprile - Efe Mandıracı, pallavolista turco
- 1º aprile - Cody Simon, giocatore di football americano statunitense
- 1º aprile - Ignace Van der Brempt, calciatore belga
- 2 aprile - Elisa Confortola, pattinatrice di short track italiana
- 2 aprile - Aldo Florenzi, calciatore italiano
- 2 aprile - Ognjen Gašević, calciatore montenegrino
- 2 aprile - Marco John, calciatore tedesco
- 2 aprile - Emma Myers, attrice statunitense
- 2 aprile - Davide Leonardo Seppi, sciatore alpino italiano
- 2 aprile - Jamil Siebert, calciatore tedesco
- 2 aprile - Robert Silaghi, calciatore rumeno
- 2 aprile - Emiliano Vidart, calciatore uruguaiano
- 3 aprile - Caio Collet, pilota automobilistico brasiliano
- 3 aprile - Uljana Dubrova, pattinatrice di short track ucraina
- 3 aprile - Tomás Esteves, calciatore portoghese
- 3 aprile - Jaylon Jones, giocatore di football americano statunitense
- 3 aprile - Joakim Persson, calciatore svedese
- 3 aprile - Alessandro Sorrentino, calciatore italiano
- 3 aprile - Róbert Orri Þorkelsson, calciatore islandese
- 4 aprile - Ayomide Bello, canoista nigeriana
- 4 aprile - Charalampos Charalampous, calciatore cipriota
- 4 aprile - Óscar Cruz, calciatore uruguaiano
- 4 aprile - Féli Delacauw, calciatrice belga
- 4 aprile - Daniel Grassl, pattinatore artistico su ghiaccio italiano
- 4 aprile - Nodar Lominadze, calciatore georgiano
- 4 aprile - Carlos Vivas, calciatore venezuelano
- 5 aprile - Adrián Abadía, tuffatore spagnolo
- 5 aprile - Adrian Bajrami, calciatore albanese
- 5 aprile - Lorenzo Benati, velocista italiano
- 5 aprile - Paulina Cieślar, saltatrice con gli sci polacca
- 5 aprile - Taliese Fuaga, giocatore di football americano statunitense
- 5 aprile - Ethan Katzberg, martellista canadese
- 5 aprile - Marquinho, calciatore brasiliano
- 5 aprile - B.J. Ojulari, giocatore di football americano statunitense
- 5 aprile - Pablo Ortíz Orozco, calciatore messicano
- 5 aprile - Patricio Tanda, calciatore argentino
- 5 aprile - Lamiya Valiyeva, atleta paralimpica azera
- 5 aprile - Patrick Yazbek, calciatore australiano
- 6 aprile - Dennis Cirkin, calciatore irlandese
- 6 aprile - Armin Gigović, calciatore bosniaco
- 6 aprile - Matteo Librizzi, cestista italiano
- 6 aprile - Agustín Quiroga, calciatore argentino
- 6 aprile - Leyre Romero Gormaz, tennista spagnola
- 6 aprile - Alan Saldivia, calciatore uruguaiano
- 6 aprile - Danil Skorko, calciatore ucraino
- 6 aprile - Roman Čerepkai, calciatore slovacco
- 7 aprile - Thiago Borbas, calciatore uruguaiano
- 7 aprile - Laura Bretan, cantante e soprano statunitense
- 7 aprile - Marco Gaggini, pallavolista italiano
- 7 aprile - Krišs Helmanis, cestista lettone
- 7 aprile - Akram Nakach, calciatore marocchino
- 8 aprile - Edvin Anger, fondista svedese
- 8 aprile - Robert Donaldson, ciclista su strada britannico
- 8 aprile - Siriné Doucouré, calciatore francese
- 8 aprile - Diego Duarte, calciatore paraguaiano
- 8 aprile - Viktória Forster, ostacolista e velocista slovacca
- 8 aprile - Skai Jackson, attrice statunitense
- 8 aprile - Lai Junfu, goista taiwanese
- 9 aprile - Tyrese Asante, calciatore olandese
- 9 aprile - Niccolò Galli, pistard e ciclista su strada italiano
- 9 aprile - Goṙ Manvelyan, calciatore armeno
- 9 aprile - Danielle Maxwell, calciatrice nordirlandese
- 9 aprile - Fabinho, calciatore brasiliano
- 10 aprile - Ava Michelle, attrice, modella e ballerina statunitense
- 10 aprile - Diogo Fonseca, calciatore portoghese
- 10 aprile - Isaac Lihadji, calciatore francese
- 10 aprile - Thalía Moreno, pallavolista cubana
- 10 aprile - Abdoulaye Ndiaye, calciatore senegalese
- 10 aprile - Daniel Rosario, ex calciatore portoricano
- 11 aprile - Doni Arifi, calciatore finlandese
- 11 aprile - Neve Bradbury, ciclista su strada australiana
- 11 aprile - Alessandro Garbisi, rugbista a 15 italiano
- 11 aprile - Miguel Marshall, calciatore anglo-verginiano
- 11 aprile - Alex Mighten, calciatore inglese
- 11 aprile - Ja'Lynn Polk, giocatore di football americano statunitense
- 11 aprile - Emma Stevanin, rugbista a 15 italiana
- 11 aprile - Fabian Weiss, ciclista su strada e pistard svizzero
- 11 aprile - Matthéo Xantippe, calciatore francese
- 12 aprile - Giorgio Cittadini, calciatore italiano
- 12 aprile - Alida van Daalen, atleta olandese
- 12 aprile - Fernand Gouré, calciatore ivoriano
- 12 aprile - Ariel Hukporti, cestista tedesco
- 12 aprile - Michal Kukučka, calciatore slovacco
- 12 aprile - Justin Lewis, cestista statunitense
- 12 aprile - Joella Lloyd, velocista antiguo-barbudana
- 12 aprile - Robert Navarro, calciatore spagnolo
- 12 aprile - Gabriel Pirani, calciatore brasiliano
- 12 aprile - Arouna Sangante, calciatore senegalese
- 13 aprile - Tigran Avanesyan, calciatore armeno
- 13 aprile - Matthew Garbett, calciatore neozelandese
- 13 aprile - Ibe Hautekiet, calciatore belga
- 13 aprile - Karl Jakob Hein, calciatore estone
- 13 aprile - Mihály Kata, calciatore ungherese
- 13 aprile - Musa Qurbanlı, calciatore azero
- 13 aprile - Jeanne Richard, biatleta francese
- 13 aprile - Carlos Sánchez, calciatore messicano
- 14 aprile - Carlos Alberto, calciatore brasiliano
- 14 aprile - Nora Jenčušová, ciclista su strada e pistard slovacca
- 14 aprile - Rob Nizet, calciatore belga
- 14 aprile - Facundo Trinidad, calciatore uruguaiano
- 14 aprile - Oskar van Hattum, calciatore neozelandese
- 15 aprile - Clara Galle, attrice e modella spagnola
- 15 aprile - Joonas Kurits, ex ciclista su strada e ciclocrossista estone
- 15 aprile - Mathias Kvistgaarden, calciatore danese
- 15 aprile - Max Melton, giocatore di football americano statunitense
- 15 aprile - Kai Stratznig, calciatore austriaco
- 15 aprile - Baptiste Vadic, ciclista su strada e ciclocrossista francese
- 16 aprile - Haji Mnoga, calciatore inglese
- 16 aprile - Julian Baas, calciatore olandese
- 16 aprile - Axel Henriksson, calciatore svedese
- 16 aprile - Filip Jørgensen, calciatore danese
- 16 aprile - Dajana Kirillova, cantante russa
- 16 aprile - Patryk Peda, calciatore polacco
- 16 aprile - Ovidiu Perianu, calciatore rumeno
- 16 aprile - Sadie Sink, attrice statunitense
- 16 aprile - Ivonei, calciatore brasiliano
- 17 aprile - Bai Langning, giocatore di snooker cinese
- 17 aprile - Couhaib Driouech, calciatore olandese
- 17 aprile - Gui, calciatore portoghese
- 17 aprile - Lewis Jamieson, calciatore scozzese
- 17 aprile - Márk Kosznovszky, calciatore ungherese
- 17 aprile - Rožle Krelj, ex sciatore alpino sloveno
- 17 aprile - Dario Lillo, ciclocrossista, mountain biker e ciclista su strada svizzero
- 17 aprile - Daniel Lucero, calciatore argentino
- 17 aprile - Cristian Olivera, calciatore uruguaiano
- 17 aprile - Whitney Osuigwe, tennista statunitense
- 17 aprile - Marc Peñarroya, cestista spagnolo
- 17 aprile - Darci Shaw, attrice britannica
- 17 aprile - Luc van Slooten, cestista tedesco
- 17 aprile - Kenneth Vargas, calciatore costaricano
- 18 aprile - Ali Akman, calciatore turco
- 18 aprile - Xiye Bastida, attivista messicana
- 18 aprile - Bruno Damiani, calciatore uruguaiano
- 18 aprile - Dillon De Silva, calciatore inglese
- 18 aprile - Aurora Giovinazzo, attrice e ballerina italiana
- 18 aprile - Geraldine González, pallavolista dominicana
- 18 aprile - Aidan Heslop, tuffatore britannico
- 18 aprile - Sava Luburić, giocatore di football americano serbo
- 18 aprile - Franco Nicola, calciatore uruguaiano
- 18 aprile - Julian Strawther, cestista statunitense
- 18 aprile - Princely Umanmielen, giocatore di football americano nigeriano
- 18 aprile - Gabriel Vega, calciatore argentino
- 19 aprile - William Alatalo, pilota automobilistico finlandese
- 19 aprile - Davide De Pretto, ciclista su strada e ciclocrossista italiano
- 19 aprile - Matilda Ekh, cestista svedese
- 19 aprile - Magnus Sheffield, ciclista su strada statunitense
- 19 aprile - Jalen Travis, giocatore di football americano statunitense
- 19 aprile - Simone Trimboli, calciatore italiano
- 19 aprile - Van Zee, cantante portoghese
- 19 aprile - Melker Widell, calciatore svedese
- 20 aprile - Ahmed Sayed Abdelnaby, calciatore egiziano
- 20 aprile - Irina Alekseeva, ginnasta russa
- 20 aprile - Anouar Ait El Hadj, calciatore belga
- 20 aprile - Mohamed Tarek, calciatore egiziano
- 20 aprile - Jonas Jensen-Abbew, calciatore danese
- 20 aprile - Raymond Owusu, calciatore ghanese
- 20 aprile - Georginio Rutter, calciatore francese
- 20 aprile - Carmen Spielberger, sciatrice alpina austriaca
- 20 aprile - Reannyn Weiler, slittinista statunitense
- 20 aprile - Gyda Westvold Hansen, combinatista nordica norvegese
- 21 aprile - Alexander Briedl, calciatore austriaco
- 21 aprile - Emily Conte, discobola e martellista italiana
- 21 aprile - Jessica Degenhardt, slittinista tedesca
- 21 aprile - Otávio Ataide da Silva, calciatore brasiliano
- 21 aprile - Aljoša Vasić, calciatore serbo
- 22 aprile - Adriana Achcińska, calciatrice polacca
- 22 aprile - Federico Aguirre, calciatore argentino
- 22 aprile - Agustin Anello, calciatore statunitense
- 22 aprile - Ibrahima Bamba, calciatore italiano
- 22 aprile - Logan Delaurier-Chaubet, calciatore francese
- 22 aprile - Andrea Giorgini, calciatore italiano
- 22 aprile - Carlos Martín, calciatore spagnolo
- 22 aprile - Kike Saverio, calciatore ecuadoriano
- 22 aprile - Mario Soriano, calciatore spagnolo
- 23 aprile - Sacha Delaye, calciatore francese
- 23 aprile - Megan Keith, mezzofondista e ex orientista britannica
- 23 aprile - Yannick Leliendal, calciatore surinamese
- 23 aprile - David Møller Wolfe, calciatore norvegese
- 23 aprile - Olakunle Olusegun, calciatore nigeriano
- 23 aprile - Tim Prica, calciatore svedese
- 23 aprile - Kike Salas, calciatore spagnolo
- 23 aprile - Peter Stroud, calciatore statunitense
- 23 aprile - Lucas Ugolin, cestista francese
- 23 aprile - Phillip Wheeler, cestista statunitense
- 24 aprile - Marian Danciu, calciatore rumeno
- 24 aprile - Olivia Gadecki, tennista australiana
- 24 aprile - Erik Ring, calciatore svedese
- 24 aprile - Exequiel Zeballos, calciatore argentino
- 25 aprile - Nolan Adekunle, cestista tedesco
- 25 aprile - Martina Bracchi, pallavolista italiana
- 25 aprile - Jhoanner Chávez, calciatore ecuadoriano
- 25 aprile - Adrián Pica, calciatore spagnolo
- 25 aprile - Stepan Mel'nikov, calciatore russo
- 25 aprile - Famana Quizera, calciatore guineense
- 26 aprile - Luke Cundle, calciatore inglese
- 26 aprile - Doron Leidner, calciatore israeliano
- 26 aprile - Noah Sewell, giocatore di football americano samoano americano
- 26 aprile - Sarah Straube, pallavolista tedesca
- 26 aprile - Mathijs Tielemans, calciatore olandese
- 27 aprile - Rubin Colwill, calciatore gallese
- 27 aprile - Anthony Elanga, calciatore svedese
- 27 aprile - Saad Hinti, ostacolista marocchino
- 27 aprile - Lazar Stefanović, cestista serbo
- 28 aprile - Hussein Amer, calciatore iracheno
- 28 aprile - Michele Besaggio, calciatore italiano
- 28 aprile - Pablo Cuñat, calciatore spagnolo
- 28 aprile - Nico Gordon, calciatore montserratiano
- 28 aprile - Sebastián da Silva, calciatore uruguaiano
- 29 aprile - Óscar Aranda, calciatore spagnolo
- 29 aprile - Rondodasosa, rapper italiano
- 29 aprile - Fahem Benaïssa-Yahia, calciatore francese
- 29 aprile - Ayano Farada, calciatore israeliano
- 29 aprile - Eljan Hajiyev, judoka azero
- 29 aprile - Jordan Hawkins, cestista statunitense
- 29 aprile - Sinja Kraus, tennista austriaca
- 29 aprile - Eric Martel, calciatore tedesco
- 29 aprile - Aleksandr Muchin, calciatore russo
- 29 aprile - Ackera Nugent, ostacolista giamaicana
- 29 aprile - Ilse Pluimers, ciclista su strada olandese
- 29 aprile - Jonni Sarkkinen, lottatore finlandese
- 29 aprile - Francesco Sonis, scacchista italiano
- 29 aprile - Tom Strannegård, calciatore svedese
- 29 aprile - Alicja Szemplińska, cantante polacca
- 29 aprile - Tunahan Taşçı, calciatore olandese
- 29 aprile - Liam Thompson, calciatore inglese
- 29 aprile - Samuele Zannoni, calciatore sammarinese
- 30 aprile - Luciano Arriagada, calciatore cileno
- 30 aprile - Ivan Bašić, calciatore bosniaco
- 30 aprile - Anna Cramling, scacchista
- 30 aprile - Marione Fourie, ostacolista sudafricana
- 30 aprile - César Inga, calciatore peruviano
- 30 aprile - Teden Mengi, calciatore inglese
- 30 aprile - Vicente Rojas, ciclista cileno
- 30 aprile - Zeynep Sönmez, tennista turca
- 30 aprile - Randal Willars, tuffatore messicano